# Антонио Георгиев
Антонио Георгиев Георгиев (роден на 26 октомври 1997 г.) е български футболист, който играе на поста дефанзивен полузащитник. Състезател на Глория Бузъу.

## Кариера
На 22 юни 2021 г. Георгиев подписва с Ботев (Враца). Дебютира на 26 юли при равенството 0:0 като домакин на Арда.

## Национална кариера
На 10 октомври 2017 г. Антонио прави дебюта си за националния отбор на България до 21 г. в мач от квалификациите за Европейското първенство по футбол за младежи през 2019 г., завършил при резултат 1:1.

## Успехи
Лудогорец
- А група (1): 2015/16

 Царско село
- Втора лига (1): 2018/19